# Dahanrejo
Dahanrejo is een bestuurslaag in het regentschap Gresik van de provincie Oost-Java, Indonesië. Dahanrejo telt 5436 inwoners (volkstelling 2010).